# Kolonie bytových domů tažírny trub
Kolonie bytových domů tažírny trub je soubor obytných domů a vily v ulici Bílovecká ve Svinově v okrese Ostrava-město. V roce 2008 byla Ministerstvem kultury České republiky prohlášena kulturní památkou České republiky.

## Historie
V sousedství železničního nádraží Svinov byla v roce 1892 Oskarem Hulschinským z Berlína postavena továrna na výrobu bezešvých trubek. V blízkosti tažírny trub podél Bílovecké ulice od nádraží do centra obce Svinov nechal pro zaměstnance rourovny v letech 1893–1912 postavit dělnickou kolonii.  Ústředním objektem kolonie je vila čp. 117, která byla postavena na ulici Bílovecká naproti vstupu do rourovny. Projekt ve stylu severské novorenezance vypracoval Paul Gaerte a v letech 1892–1893 postavil stavitel Franz Beier ze Svinova.
V roce 2011 byly Statutárním městem Ostrava, Městským obvodem Svinov a vlastníky vily čp. 117 podány žádosti o zrušení památkové ochrany obytné kolonie, což Ministerstvo kultury zamítlo.
V roce 2012 byly domy čp. 115, 118, 123, 138 a 155 modernizovány, provedena výměna starých oken a vstupních dveří. V některých bytech domů čp. 118, 123 a 138 bylo modernizováno staré plynové topení. V domě čp. 118 byla provedena generální oprava elektrického vedení a ve společných prostorách i elektrických zařízení. V domě čp. 155 byla provedena výměna střešních oken. V roce 2016 byla v domě čp. 138 v nebytových prostorech zřízena služebna Městské policie Ostrava.

## Popis

### Obytný dům čp. 118/24, 123/22
Obytné domy čp. 108 a 123 z konce 19. století jsou samostatně stojící podsklepené dvojpodlažní stavby postavené na obdélném půdorysu z režného zdiva, orientované okapovým průčelím do hlavní ulice a ukončené sedlovou střechou krytou eternitovými šablonami. Uliční průčelí jsou členěna devíti okenními osami, z nichž krajní osy jsou zazděné, a v patrech průběžnou podokenní římsou. Okna jsou dřevěná dvoukřídlá kastlíková. Sklepní okna v podezdívce jsou obdélná se segmentovými záklenky. Zadní průčelí bylo devítiosé, po zazdění krajních oken je šestiosé. Ve štítových průčelích jsou v úrovni přízemí vchody, ke kterým vedou kamenná schodiště s kovovým zábradlím. V domě čp. 123 v sedlové střeše jsou nepůvodní dva vikýře s pultovou střechou. Místnosti mají ploché stropy. Do patra vede dřevěné schodiště.

### Obytný dům čp. 115/12
Obytný dům čp. 115 je samostatně stojící podsklepená třípodlažní stavba postavena na obdélném půdorysu z režného zdiva, orientovaná okapovým průčelím do ulice a s valbovou střechou krytou eternitovými šablonami. Uliční průčelí je členěno mělkými dvouosými nárožními rizality a jednoosým schodišťovým rizalitem uprostřed průčelí se vchodem v přízemí, a v patrech průběžnou podokenní římsou. Okna jsou dřevěná dvoukřídlá kastlíková. Sklepní okna v podezdívce jsou obdélná se segmentovým záklenkem. Zadní okapové průčelí je členěno jednoosými nárožními rizality a dvouosým středovým rizalitem a balkony osazených ve vpadlinách. Další vstup je prolomen v dvorním průčelí v úrovni přízemí. Místnosti mají ploché stropy. Do patra vede kamenné schodiště s kovovým zábradlím. Dům byl postaven před rokem 1912 ostravským architektem Josefem Vysloužilem.

### Obytný dům čp. 138/16
Obytný dům čp. 138 z roku 1909 je samostatně stojící podsklepená dvojpodlažní stavba postavena na obdélném půdorysu z režného zdiva, orientovaná okapovým průčelím do ulice a ukončena sedlovou střechou krytou eternitovými šablonami a po stranách se dvěma vikýři s pultovou střechou. Uliční průčelí je členěno devíti okenními osami, a v patrech průběžnou podokenní římsou. V páté ose v přízemí je prolomen vchod. Okna jsou dřevěná dvoukřídlá kastlíková. Sklepní okna v podezdívce jsou obdélná se segmentovým záklenkem. Zadní průčelí je devítiosé. Ve štítových průčelích jsou v úrovni přízemí vchody, ke kterým vedou kamenné schody s kovovým zábradlím. Místnosti mají ploché stropy. Do patra vede dřevěné schodiště.

### Obytný dům čp. 155/16
Obytný dům čp. 138 z konce 19. století je samostatně stojící podsklepená třípodlažní stavba postavena na obdélném půdorysu z režného zdiva, orientovaná okapovým průčelím do ulice a ukončena sedlovou střechou krytou eternitovými šablonami. Uliční průčelí je členěno devíti okenními osami (v přízemí je páté okno zazděno), a v patrech průběžnou podokenní římsou. V páté ose v přízemí je prolomen vchod. Okna jsou dřevěná dvoukřídlá kastlíková. Sklepní okna v podezdívce jsou obdélná se segmentovým záklenkem. Zadní průčelí je členěno nárožními a středním rizalitem, v nichž jsou malá okénka. V zadním průčelí jsou v úrovni přízemí vchody, ke kterým vedou kamenné schody s kovovým zábradlím. Místnosti mají ploché stropy. Do pater vedou ocelová schodiště.

### Obytný dům čp. 256
Obytný dům čp. 256 z roku 1907 je samostatně stojící podsklepená stavba postavena na obdélném půdorysu z režného zdiva. Původně jednopatrový dům byl v devadesátých letech 20. století zvýšen o půdní nadstavbu. Střecha je kryta eternitovými šablonami. Uliční průčelí je členěno šesti okenními osami, nárožními rizality, které jsou ukončeny štítovými nástavci. Později byl obdobný štít postaven ve střední části uličního průčelí. Sklepní okna v podezdívce jsou obdélná se segmentovým záklenkem. Zadní průčelí je pětiosé s asymetricky umístěnými okny. V zadním a bočních průčelích jsou v úrovni přízemí vchody, ke kterým vedou kamenné schody s kovovým zábradlím. Místnosti mají ploché stropy. Do patra vede kamenné schodiště.

### Vila čp. 117/14

#### Exteriér
Vila je samostatně stojící dvoupodlažní stavba postavena na obdélném půdorysu z režného zdiva se sedlovou střechou s polovalbami na štítových průčelích krytou eternitovými šablonami. Uliční průčelí je členěno v přízemí šesti okenními osami, v patře sedmi osami a uprostřed mělkým rizalitem s trojúhelníkovým štítem s dřevěným okřídlím. Rizalit je v úrovni patra zdobený štukovými volutami, nad okny jsou trojúhelníkové frontony a štít zdobí vyřezávané trámy krovu. Podezdívka je ukončena průběžnou římsou. Sklepní okna v podezdívce jsou obdélná se segmentovým záklenkem. Okna jsou dřevěná čtyřkřídlá kastlíková na parapetních římsách. Zadní průčelí je členěno čtyřmi okenními osami a mělkým dvouosým rizalitem ve středu průčelí. V jihozápadním nároží v úrovni přízemí byla dřevěná zimní zahrada (veranda) s kamenným schodištěm a kovovým zábradlím. Veranda byla zbourána v druhé polovině devadesátých let 20. století. V jižním štítovém průčelí vede hlavní vchod v úrovni přízemí, nad vchodem byla na cihelných sloupech postavena zimní zahrada na obdélném půdorysu z hrázděného zdiva. Cihelné sloupy byla v roce 2000 obetonovány. V roce 1997 bylo odstraněno původní cihlové oplocení značně poničené povodněmi.

#### Interiér
Dvoutraktová dispozice domu je propojena mezi patry v zadní části domu dvouramenným litinovým schodištěm. Místnosti mají ploché stropy. V suterénu je segmentová klenba zaklenuta do traverz.